# Karlsprisen
Karlsprisen (tysk: Internationaler Karlspreis zu Aachen, eng. Charlemagne Prize, fransk: Prix Charlemagne; fuldt navn indtil 1988: Internationaler Karlspreis der Stadt Aachen) er en international pris. Den er først og fremmest uddelt til europæiske politikere. Den er uddelt årligt siden 1950 af den tyske by Aachen til en person, der har bidraget til integration mellem europæiske stater og fred mellem staterne i Europa. 
Prisen uddeles på rådhuset i den tyske by Aachen, og er opkaldt efter Karl den Store, stifteren af det tysk-romerske rige, som forbindes med byen og også er begravet i Aachen.

## Modtagere af prisen
- 1950 Richard Nikolaus Graf Coudenhove-Kalergi
- 1951 Hendrik Brugmans
- 1952 Alcide de Gasperi
- 1953 Jean Monnet
- 1954 Konrad Adenauer
- 1956 Sir Winston S. Churchill
- 1957 Paul-Henri Spaak
- 1958 Robert Schuman
- 1959 George C. Marshall
- 1960 Joseph Bech
- 1961 Walter Hallstein
- 1963 Edward Heath
- 1964 Antonio Segni
- 1966 Jens Otto Krag
- 1967 Joseph Luns
- 1969 Europa-Kommissionen
- 1970 François Seydoux de Clausonne
- 1972 Roy Jenkins
- 1973 Don Salvador de Madariaga
- 1976 Leo Tindemans
- 1977 Walter Scheel
- 1978 Konstantinos Karamanlis
- 1979 Emilio Colombo
- 1981 Simone Veil
- 1982 Kong Juan Carlos 1. af Spanien
- 1984 Karl Carstens
- 1986 Luxembourgs befolkning
- 1987 Henry A. Kissinger
- 1988 François Mitterrand og Helmut Kohl
- 1989 Frère Roger
- 1990 Gyula Horn
- 1991 Václav Havel
- 1992 Jacques Delors
- 1993 Felipe González Márquez
- 1994 Gro Harlem Brundtland
- 1995 Franz Vranitzky
- 1996 Dronning Beatrix af Nederlandene
- 1997 Roman Herzog
- 1998 Bronislaw Geremek
- 1999 Anthony (Tony) Charles Lynton Blair
- 2000 William Jefferson (Bill) Clinton
- 2001 György Konrád
- 2002 Euroen
- 2003 Valéry Giscard d'Estaing
- 2004 Pat Cox
- 2004 Ekstraordinær pris: Pave Johannes Paul II
- 2005 Carlo Azeglio Ciampi
- 2006 Jean-Claude Juncker
- 2007 Javier Solana
- 2008 Angela Merkel
- 2009 Andrea Riccardi
- 2010 Donald Tusk
- 2011 Jean-Claude Trichet
- 2012 Wolfgang Schäuble
- 2013 Dalia Grybauskaitė
- 2014 Herman Van Rompuy
- 2015 Martin Schulz
- 2016 Pave Frans
- 2017 Timothy Garton Ash
- 2018 Emmanuel Macron
- 2019 António Guterres
- 2020 Klaus Iohannis
- 2022 Svjatlana Tsikhanowskaja, Maryja Kolesnikava, Veranika Tsapkala
- 2023 Volodymyr Zelenskyj og det ukrainske folk
- 2024 Pinchas Goldschmidt, overrabbiner, præsident for Konferencen af Europæiske Rabbinere (CER), og de jødiske samfund i Europa